# فول تيلت! بنبول
فول تيلت! بنبول (بالإنجليزية: Full Tilt! Pinball)‏ ، هي لعبة إلكترونية من تطوير سينماترونتكس ونشرها شركة ماكسيس الأمريكية سنة 1995م، وصدرت عدة ألعاب مشابهة مثل 3دي بنبول ودراغونز كيب وسبيس كاديت وغيرها.

## وصلات خارجية
- فول تيلت! بنبول على موبي غيمز
- فول تيلت! بنبول على موبي غيمز
- "Windows Vista's Casual Games". Joystiq.Com. 25 يوليو 2006. مؤرشف من الأصل في 2015-02-03.
- Full Tilt! Pinball Windows 95 demo